# Peter Brown (imprenditore)

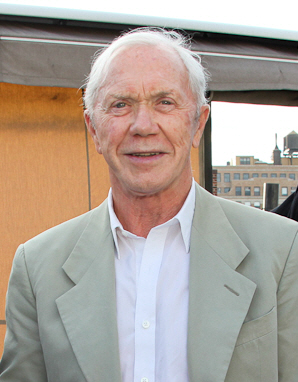
Peter Brown a New York nel 2012

Peter Brown (Birkenhead, 1937) è un imprenditore britannico.

## Biografia

### Gli anni di Liverpool
Nato a Birkenhead, nella zona della penisola di Wirral che fronteggia Liverpool, frequentò una scuola secondaria cattolica che lasciò dopo risultati mediocri per andare a lavorare da Henderson’s, un grande magazzino di Liverpool, passando poi a gestire il reparto dischi del negozio musicale Lewis’s. Per le competenze acquisite nel settore, Brian Epstein – che gestiva la distribuzione di molte etichette discografiche nel Nord della Gran Bretagna – lo invitò a occuparsi in qualità di direttore del negozio NEMS di Charlotte Street, che il futuro manager dei Beatles aveva in gestione ma che avrebbe lasciato di lì a poco per curare il nuovo punto vendita di Whitechapel di prossima apertura. A causa di un ritardo nell’inaugurazione del nuovo negozio, per un periodo Brown e Epstein lavorarono fianco a fianco, e quest’esperienza servì al primo per familiarizzare con gli ingegnosi sistemi ideati al fine di assicurare l’efficienza negli ordini dei prodotti discografici, e a entrambi per avviare una salda amicizia che sarebbe durata fino al 1967. Brown, che era stato ripudiato dalla famiglia di stretta osservanza cattolica a causa della sua omosessualità, ammirava Epstein per il suo acume e il suo successo negli affari, tanto da imitarlo nell’abbigliamento, nello stile e persino nei modi di dire; e assieme a Terry Doran, i due formarono un terzetto che spesso il sabato sera usciva in macchina per andare a divertirsi a Manchester. Al contrario dell’atmosfera di Liverpool, ancora opprimente e riservata, a Manchester l’ambiente omosessuale era più aperto e rilassato, con diversi bar per gay fra i quali spiccava il Magic Clock, in cui i camerieri erano vestiti e truccati da donne.

### A Londra con i Beatles

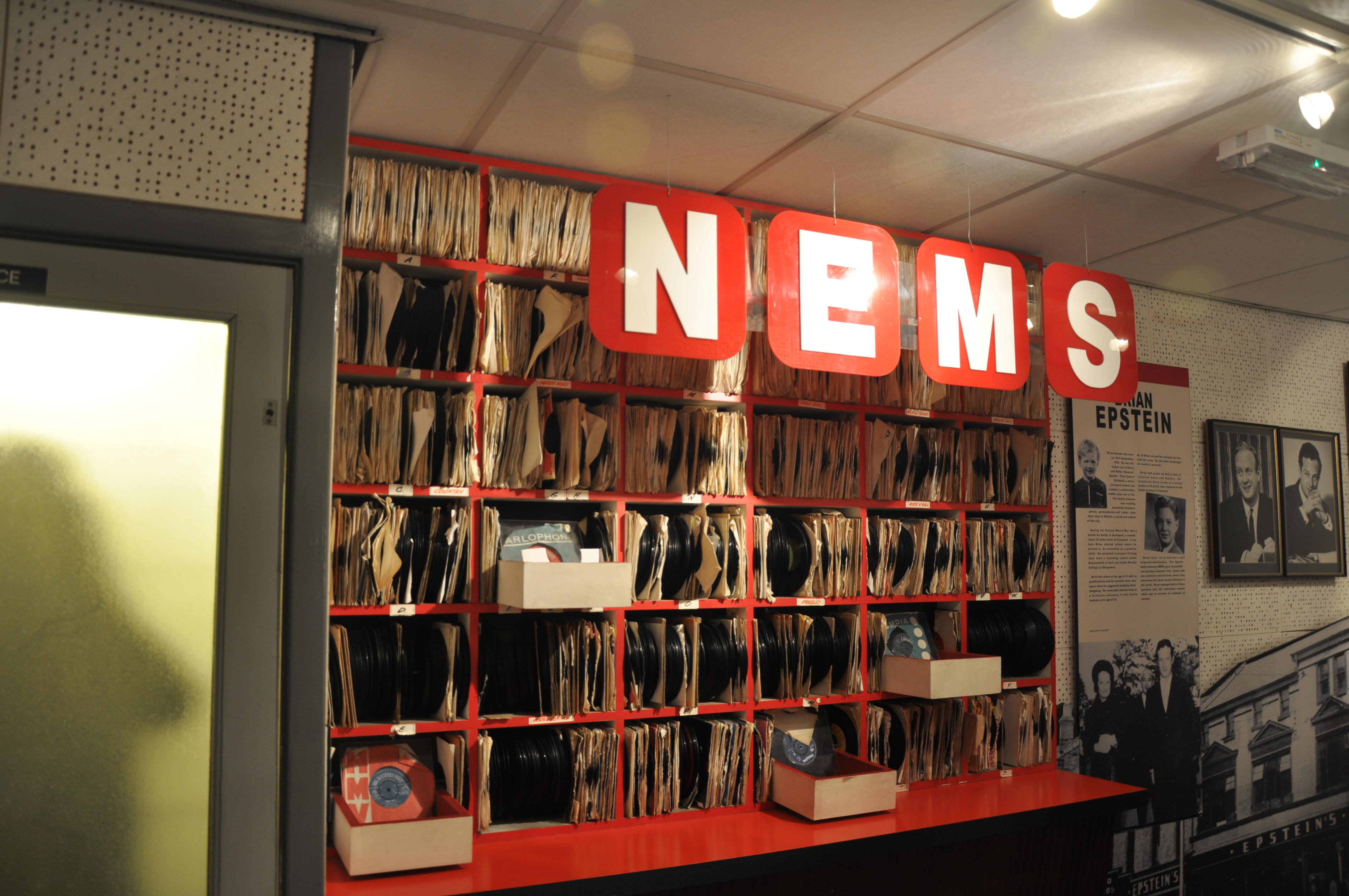
Il negozio North End Music Store (NEMS) ricostruito nel Beatles Story Museum

Con la crescita della popolarità dei Beatles, Epstein si vide costretto a concentrare tutte le proprie attenzioni sulla gestione del quartetto, perciò Brown venne nominato direttore responsabile del negozio di Whitechapel, e il rapporto di amicizia si consolidò a tal punto che Epstein, dopo essersi trasferito e stabilito nella capitale britannica per tenere sotto controllo gli affari, lo volle al proprio fianco come consulente, consigliere, assistente personale e amico: era il 1965, e la vita di Epstein era segnata da attacchi di depressione e da dipendenza da droga e alcool, così da avere bisogno accanto di una persona del tutto fidata che, come avrebbe avuto modo di fare più volte, si incaricasse di risolvere i problemi legati alle sregolatezze del manager. Già prima, nel 1964, Peter Brown aveva trascorso con Epstein il mese di maggio a Siviglia per le feste popolari, e proprio in quell’occasione aveva avuto modo di notare come l’amico fosse un consumatore compulsivo di amfetamine che assumeva con l’alcool. Brown entrò subito nella cerchia di collaboratori dei Beatles, e fra le altre cose nel 1965 fece parte del gruppo che accompagnò la formazione in Giappone e nella disastrosa trasferta nelle Filippine.

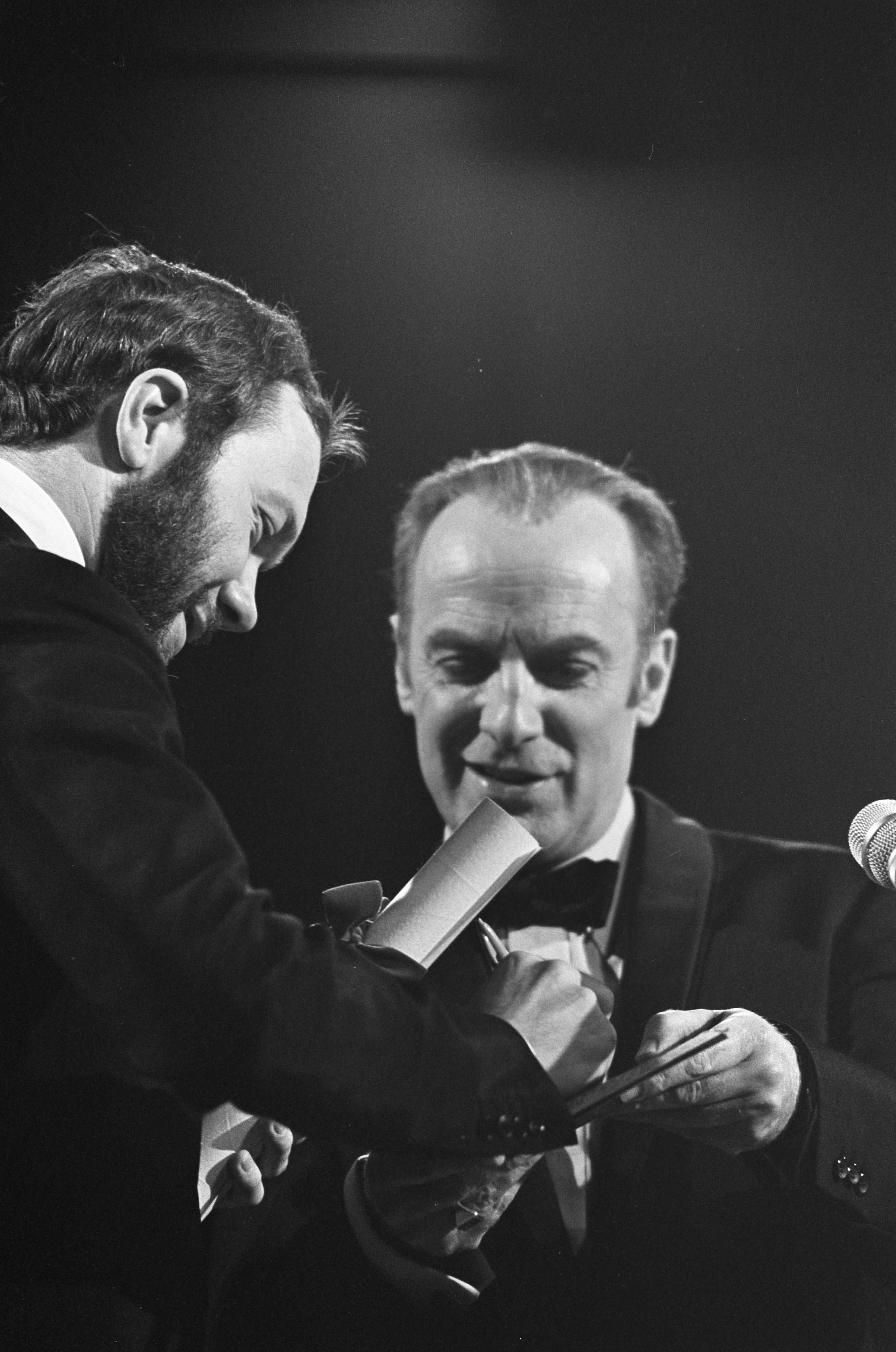
Peter Brown (a sinistra) riceve il premio Edison (1968)

Nel maggio del 1967 era al Bag O'Nails con Paul McCartney, nell’occasione in cui Linda Eastman fece la conoscenza del Beatle, che dopo due anni l’avrebbe sposata. Brown e la Eastman si erano precedentemente conosciuti a New York, e tramite il collaboratore dei Beatles la fotografa fu ammessa alla festa esclusiva che si tenne a casa Epstein per la promozione del nuovo album in uscita, Sgt. Pepper's Lonely Hearts Club Band. A fine agosto i Beatles lasciarono Londra diretti a Bangor per seguire le sedute del Maharishi Mahesh Yogi, e in una convulsa partenza da Euston Station la moglie di John Lennon, Cynthia, scambiata per una fan, era stata trattenuta indietro dalla polizia perdendo il treno; fu Brown a consolarla e a incaricarsi di farla accompagnare a destinazione in macchina da Neil Aspinall, poi l’uomo raggiunse nel Sussex la dimora di campagna di Epstein, ma questi decise che sarebbe tornato nella sua casa di Londra. Brown, rimasto nella residenza del Sussex, non immaginava che dopo alcune ore avrebbe ricevuto lì una telefonata che gli comunicava il ritrovamento del corpo senza vita dell’amico. Toccò a lui telefonare a Bangor per informare i Beatles del decesso del loro manager.
Dopo la morte di Epstein, Peter Brown ne raccolse l’eredità operativa nella compagnia discografica Nemperor Holdings fondata anche per gestire la NEMS, andando ad abitare per un periodo nella casa di Chapel Street e a lavorare nello studio di Epstein. Divenne così il tramite fra i quattro Beatles e la NEMS e fra loro e il mondo esterno, insediandosi poi in qualità di dirigente della Apple Corps. Nel quartier generale di Savile Row, la stanza in cui Brown si installò veniva spesso trasformata in un ristorante di lusso in cui venivano serviti sulla scrivania ottagonale cibi raffinati e vini estremamente costosi. Brown non vide di buon occhio l’arrivo di Allen Klein chiamato a risanare la situazione finanziaria della Apple, e perciò tentò di opporvisi. Ebbe il tempo di presenziare alle nozze di Paul McCartney con Linda e di essere testimone al matrimonio fra John Lennon e Yoko Ono, cerimonia che si svolse a Gibilterra come aveva suggerito lo stesso Brown dopo una frenetica consultazione con l’ufficio legale della Apple; e con l’usuale efficienza organizzò per i due futuri sposi anche il viaggio aereo fra Londra e il territorio britannico d’oltremare, meritandosi così una citazione nel brano The Ballad of John and Yoko. Dopo che erano cominciati i licenziamenti alla Apple, si dimise formalmente dalla sua carica assieme a Neil Aspinall dando per scontata una rielezione che però non avvenne; Klein approfittò infatti dell’opportunità per sbarazzarsi dei vecchi e fidati collaboratori di un tempo.

### Dopo i Beatles
Terminata l’esperienza con la Apple, Brown acquisì un posto di grande rilievo nella compagnia di Robert Stigwood che aveva interessi principalmente nel campo musicale. Nel 1977 fondò la Entertainment Development Company e dopo sei anni una propria compagnia di pubbliche relazioni, quella che sarebbe diventata la BLJ Worldwide alla fine di un percorso che l’aveva vista dapprima come Brown & Powers, poi Brown & Argus e successivamente Brown Lloyd James. Inoltre, in possesso di una enorme mole di dati sui Beatles, nel 1983 assieme a Steven Gaines scrisse un libro biografico, The Love You Make: An Insider's Story of the Beatles. Il volume ebbe un’accoglienza controversa e suscitò molte polemiche: l’autore esprimeva giudizi assai pesanti su alcuni episodi scabrosi della vita privata dei Beatles e del loro entourage, e fu anche accusato di essere parziale dove non malevolo e di avere carpito la buona fede degli intervistati.
Nel 2011, la società di pubbliche relazioni di Peter Brown è finita nell’occhio del ciclone a causa di una denuncia a suo carico al Dipartimento di Giustizia degli Stati Uniti. Secondo l’accusa, da qualche anno la compagnia intratteneva equivoci contatti con il leader libico Muʿammar Gheddafi.
Tre anni dopo, in occasione del cinquantesimo anniversario dell’apparizione dei Beatles all'Ed Sullivan Show, si è svolta a New York una cerimonia di commemorazione dell’evento a cui hanno partecipato anche due protagonisti di rilievo dell’epoca, Pattie Boyd (ex moglie di George Harrison) e Peter Asher, fratello di Jane e amico di Paul McCartney. Durante la celebrazione, Peter Brown ha evidenziato i tratti della duratura eredità lasciata dai quattro musicisti, ricordando la loro «straordinaria creatività».